# David (televisieserie)
David was de derde Vlaamse telenovela van VTM, na Sara en LouisLouise. De serie ging op 18 september 2009 van start.
De eerste opnamen vonden plaats op de Dominicaanse Republiek, de overige afleveringen werden in Koksijde en de studio's in Lint ingeblikt.

## Verhaal
De telenovelle David is een romantisch liefdesavontuur. In het begin van het verhaal slaat de 12-jarige David tijdens een exotische bootvakantie overboord. Zijn familie gaat op zoek naar hem, maar zonder resultaat. Ze gaan ervan uit dat hun zoon verdronken is. Maar dat is niet zo. David, die aan geheugenverlies lijdt, is aangespoeld op een onbewoond eiland. Daar wordt hij vijftien jaar later bij toeval ontdekt door Sofie (Nathalie Meskens), die met haar familie op reis is. De familie Klaerhout neemt David (Jeroen Van Dyck) mee naar de moderne wereld in Koksijde, waar hij zich enorm moet aanpassen.

### Einde
David wordt dankzij Sofie herenigd met zijn vader. Hij komt tot inzicht dat Sofies liefde voor hem dan toch oprecht was en het koppel besluit te trouwen. Ze vertrekken samen met Davids vader Christiaan naar Miami en zullen nadien een nieuw leven beginnen in het Amazonegebied.
Lotte en Sander blazen hun plannen om naar New York te verhuizen af. Ze gaan op zoek naar een nieuw pand voor een galerie in Koksijde, zodat Lotte en haar vader kunnen samenblijven. Uiteindelijk wordt Davids oude atelier gekozen als nieuwe locatie.
Maarten laat zijn korte terugkeer naar de beurs voor wat het is en gaat aan de slag als accountant bij Klaerhout Farmaceutica. Hij gaat opnieuw bij Liesbeth en zijn dochtertje Romanie wonen.
Delphine geeft eindelijk toe aan haar gevoelens voor Janosh en de twee worden een koppel. Ook de pas verloofde Herman en Andrea zijn dolgelukkig met elkaar, net zoals Tim en Robby.
Ludo en Pieter blijven in de cel, in afwachting van hun proces. Bea neemt ontslag als CEO bij Welva Pharma en besluit de villa te verkopen. Ze wil een nieuw leven beginnen, zonder haar zoon en echtgenoot.

## Rolverdeling

### Hoofdpersonages
- Jeroen Van Dyck - David Verbeecke
- Nathalie Meskens - Sofie Klaerhout
- Pieter Bamps - Pieter Wellens
- Mark Vandenbos - Herman Klaerhout
- Kürt Rogiers - Maarten Dieleman
- Steve Aernouts - Sander Verbiest
- Bram Van Outryve - Tim Klaerhout
- Ides Meire - Robbie Stevaert
- Daisy Van Praet - Delphine Klaerhout
- Warre Borgmans - Ludo Wellens
- Senne Dehandschutter - Stijn Poecke
- Kristine Van Pellicom - Andrea Verbiest
- Flor Decleir - Quinten Temmerman

### Bijrollen
- Steven Boen - Casper
- Peter De Graef - Christian Verbeecke
- Benjamin Van Tourhout - Tom Leffebure
- Sandrine André - Lotte Naessens
- Stan Van Samang - Steven Verhoett
- Katelijne Verbeke - Bea Vaerenberg
- Natali Broods - Hannelore Torfs
- Barbara Dzikanowice - Laura De Baere
- Joyce Beullens - Tessa Rosseel
- Camilia Blereau - Oma Klaerhout
- Wim Danckaert - Frederik Vandenbrande
- Jacques Vermeire - Jan Naessens
- Inge Paulussen - Liesbeth

### Gastrollen
- Tess Bryant - Diana White
- Uliks Zaimi - David Verbeecke (als kind)
- Michel Bauwens - inspecteur Koen De Smedt
- Ini Massez - politieagente Van Acker
- Elise Bundervoet - zuster Rita
- Floris Schillebeeckx - Janosch
- Pieter Van Keymeulen - Sven Vandenbrande
- Erik Burke - Hugo Merckx
- An Jordens - Mieke Roels
- Anneleen Liégeois - Barbara Vinck
- Tom De Hoog - Mathias Goethals
- Dries Vanhegen - Karel Boutens
- Rikkert Van Dijck - Bert
- Herman Boets - dokter
- Anke Helsen - huishoudster Christiaan
- Deborah De Ridder - Lise
- Ward Kerremans - Jef
- Gert Winckelmans - handelaar
- Anke Buckinx - bankbediende
- Stefan Perceval - Renaat Davenburg
- Jakob Beks - vader van Robby
- Annick Christiaens - moeder van Robby
- Immanuel Lemmens - Victor
- Brit Alen - poetsvrouw
- Arnold Willems - advocaat familie Wellens
- Cathérine Kools - Sophie Van den Bossche
- Veerle Eyckermans - jachtenverkoopster
- Maarten Claeyssens - Niels
- Anna Verheyen - Romanie Dieleman
- Leen Diependaele - Fien
- Eline Kuppens
- Brik Van Dijck - lijfwacht
- Govert Deploige - lid commissie
- Ben Van Ostade - Franky Goudeseune
- Dirk Vermiert - aannemer
- François Beukelaers - Koning Albert II
- Kristof Verhassel - bodyguard
- Wim Van de Velde - detective Kevin
- Leen Dendievel - Charlotte
- Aza Declercq - designer
- Ingrid De Vos - Vrouw op strand
- Paul Ricour - uitgever Jos
- Inge Van Olmen - Verpleegster

## Locaties
De badplaats Koksijde investeerde in deze serie een bedrag van 200.000 euro voor toeristische promotie. In ruil hiervoor werden de volgende bekende Koksijdse gebouwen in beeld gebracht, als locaties voor de buitenopnamen:
- Abdijhoeve Ten Bogaerde (Villa Klaerhout)
- De Zeebries (Klaerhout Pharmaceutica)
- Het oud gemeentehuis van Oostduinkerke (Barresto)
- Villa Belvédère in Oostduinkerke (Villa Wellens)
- Residentie Periscoop in Oostduinkerke (Appartement van Andrea en zoon)
- Restaurant De Normandie
- Northsea Bowling Oostduinkerke (Het Salon)
- Gebouw van de Lijn (Galerij van Lotte)
- Hotel excelsior in Sint-Idesbald (rusthuis)
- Hotel apostroff koksijde

## Boeken
Er verschenen twee boeken in een spin-off-boekenreeks:
1. David (een verhaal van Hugo Van Laere) (2010)
2. David 2 (een verhaal van Hugo Van Laere) (2010)

## Trivia
- Toen Van Dyck en Meskens de hoofdrollen aangeboden kregen waren ze op doorreis in Azië. In een hotelkamer hebben ze twee scènes uit het scenario gespeeld en gefilmd en geplaatst op YouTube, waarna de makers van de serie het filmpje bekeken en het koppel liet weten dat de rollen voor hen waren.
- Hoofdrolspelers Van Dyck en Meskens waren tijdens de opnamen van de serie ook in realiteit met elkaar getrouwd.
- Benjamin Van Tourhout, Sandrine André, Ides Meire, Senne Dehandschutter en Kürt Rogiers speelden eerder al mee in de eerste telenovelle Sara. Pieter Bamps had een gastrol in LouisLouise.
- Jeroen Van Dyck heeft speciaal voor de telenovelle extensions geplaatst en de zonnebank vaak opgezocht.[bron?]